# Gouvernorat de l'Ariana
Le gouvernorat de l'Ariana (arabe : ولاية أريانة), créé en mars 1983, est l'un des 24 gouvernorats de la Tunisie. Il est situé dans le nord du pays et abrite en 2024 une population estimée à 668 552 habitants. Il a une superficie de 482 km2, soit 0,3 % de la superficie du pays. Son chef-lieu est l'Ariana.
En septembre 2000, la délégation de La Manouba (partie occidentale du gouvernorat) est élevée au rang de gouvernorat.
Il fait partie du Grand Tunis avec les gouvernorats de Tunis, La Manouba et Ben Arous.

## Géographie
Géographiquement, le gouvernorat de l'Ariana est délimité par le gouvernorat de Bizerte, au nord, le gouvernorat de Tunis, au sud, la mer Méditerranée, à l'est, et le gouvernorat de la Manouba à l'ouest. Son climat est de type méditerranéen avec une température moyenne de 18,7 °C et des précipitations annuelles atteignant en moyenne 450 millimètres.

## Démographie
Le nombre d'habitants du gouvernorat augmente en moyenne de 2 % entre 2012 et 2020 selon l'Institut national de la statistique.
| Année                                | 2012  | 2013  | 2014  | 2015  | 2016  | 2017  | 2018  | 2019  | 2020  |
| ------------------------------------ | ----- | ----- | ----- | ----- | ----- | ----- | ----- | ----- | ----- |
| Nombre d'habitants (unité : millier) | 544,4 | 560,8 | 579,3 | 596,0 | 612,5 | 628,1 | 642,5 | 655,5 | 663,9 |
| % Évolution                          |       | 3 %   | 3 %   | 3 %   | 3 %   | 2 %   | 2 %   | 2 %   | 1 %   |

## Administration

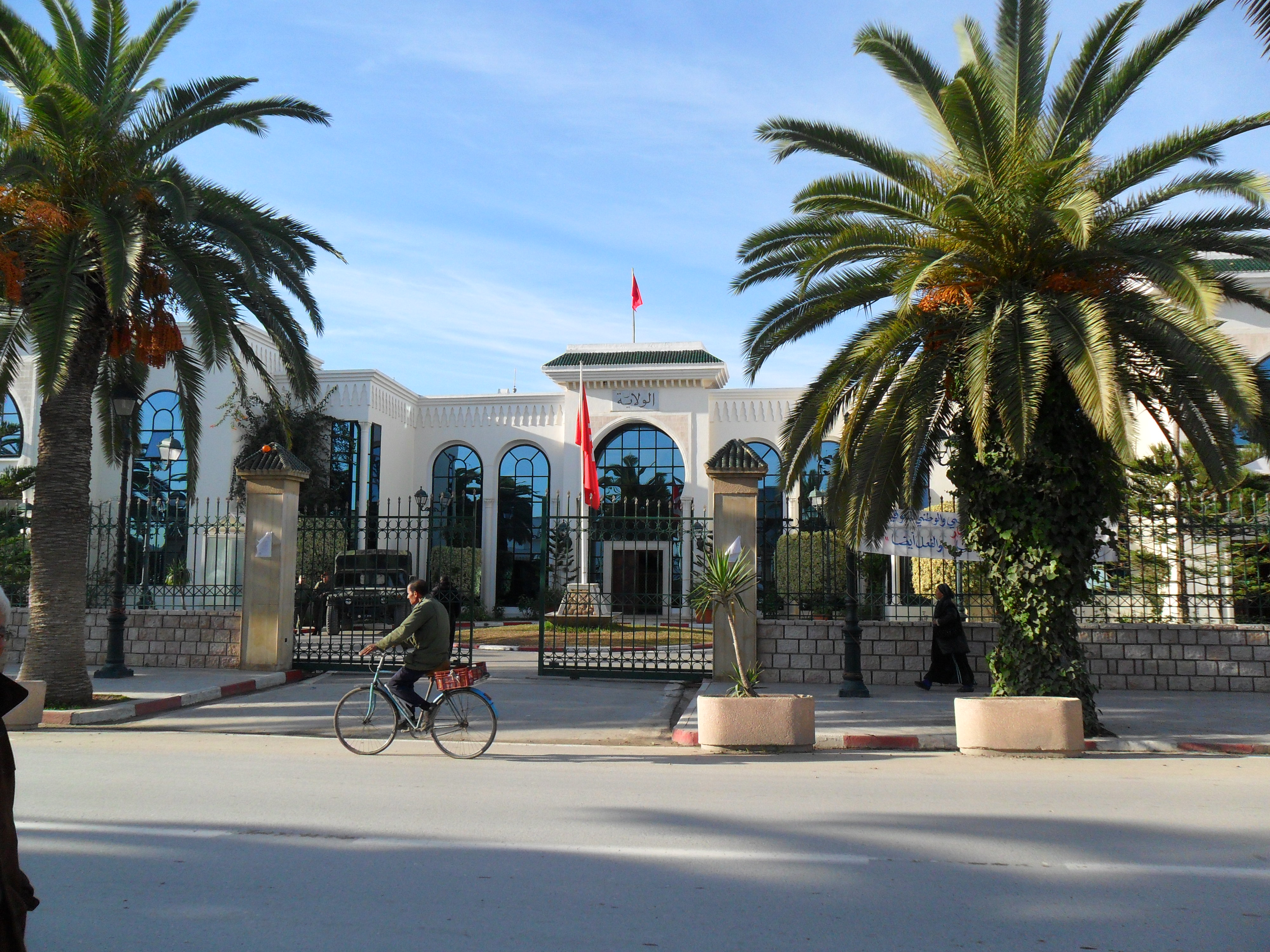
Siège du gouvernorat.

Administrativement, le gouvernorat est découpé en sept délégations, sept municipalités et 48 imadas,.
| Délégation                                    | Population en 2024 (habitants) |
| --------------------------------------------- | ------------------------------ |
| Ariana Ville                                  | 109 693                        |
| Ettadhamen                                    | 79 133                         |
| Kalâat el-Andalous                            | 32 520                         |
| La Soukra                                     | 159 862                        |
| Mnihla                                        | 116 327                        |
| Raoued                                        | 141 471                        |
| Sidi Thabet                                   | 29 546                         |
| Sources : Institut national de la statistique |                                |

## Politique

### Gouverneurs
Le gouvernorat de l'Ariana est dirigé par un gouverneur dont la liste depuis sa création est la suivante :
- Ahmed Ben Jemiaâ (mars 1983-juillet 1984)
- Kamel Haj Sassi (juillet 1984-février 1988)
- Abdallah Kaâbi (février 1988-octobre 1990)
- Abderrahman Bouhrizi (octobre 1990-juillet 1991)
- Mohamed Néjib Drissi (juillet 1991-mai 1994)
- Mohamed Lahbib Braham (mai 1994-septembre 1996)
- Mondher Friji (septembre 1996-25 juillet 2000)
- Ali Trabelsi (25 juillet 2000-juillet 2002)
- Faiez Ayed (juillet 2002-juillet 2006)
- Abdejlil Zaddem (juillet 2006-septembre 2008)
- Mahmoud Méhiri (septembre 2008-2 février 2011)
- Nizar Kharbeche (2 février 2011-22 février 2012)
- Baheddine Bakari (22 février 2012[4]-22 août 2015)
- Omar Mansour (22 août 2015[5]-19 janvier 2016)
- Mehdi Zaoui (19 janvier 2016[6]-16 septembre 2016)
- Saloua Khiari (16 septembre 2016[7]-29 octobre 2017)
- Mokthar Nefzi (29 octobre 2017[8]-22 novembre 2019)
- Samir Abdeljaoued (22 novembre 2019[9]-6 juin 2022)
- Khaled Nouri (6 juin 2022[10]-25 mai 2024)
- Walid Sandid (depuis le 8 septembre 2024[11])

### Maires
Voici la liste des maires des sept municipalités du gouvernorat de l'Ariana dont les conseils municipaux ont été élus le 6 mai 2018 et présidés par les maires suivants :
- Ariana : Fadhel Moussa[12]
- Ettadhamen : Ridha Chihi[13]
- Kalâat el-Andalous : Fethi Belhaj Hammouda[14]
- La Soukra : Fairouz Ben Jemaa[15]
- Mnihla : Nejiba Chabchoub[13]
- Raoued : Adnène Bouassida[16]
- Sidi Thabet : Mahjoub Troudi[17]

## Économie
L'industrie est le principal secteur d'activité du gouvernorat (domaines du textile, de l'habillement et de l'agroalimentaire). Ce secteur représente 50 % de l'activité économique régionale. On y compte plus de 271 unités industrielles dont la moitié sont totalement exportatrices. L'agriculture occupe également une place prépondérante. Les principaux produits agricoles produits sont (tonnes par an) :
- Pêche : 264 ;
- Viande : 4 608 ;
- Volailles : 1 515 ;
- Lait : 46 300 ;
- Arboriculture : 19 430 ;
- Céréaliculture : 27 771 ;
- Cultures industrielles : 127.

## Sport
- Association sportive de l'Ariana